# Dániel Gecse
Dániel Gecse (n. 7 martie 1768, Crișeni – d. 23 mai 1824, Pesta) a fost un medic, epidemiolog și filantrop târgumureșean.

## Biografie
Dániel Gecse a fost din 1817 medicul șef al orașului Târgu Mureș și a vindecat gratuit săracii la Institutul de Caritate înființat de el. În 1807 guvernul l-a trimis în comitatul Hunedoara pentru a opri epidemia de holeră, iar în 1813, în contextul epidemiologic din Țara Românească, a fost delegat la Brașov, apoi în 1814 la Făgăraș. Totodată, Gecse a fost o personalitate marcantă a comunității reformate târgumureșene din secolul al XIX-lea.

## Memoria
Numele lui Dániel Gecse a fost purtat între 1905-1920 și 1940-1948 de actuala stradă Ștefan cel Mare din Târgu Mureș. Azi numele lui este purtat de căminul studențesc reformat. Mormântul lui se găsește în Cimitirul Reformat din Târgu Mureș.

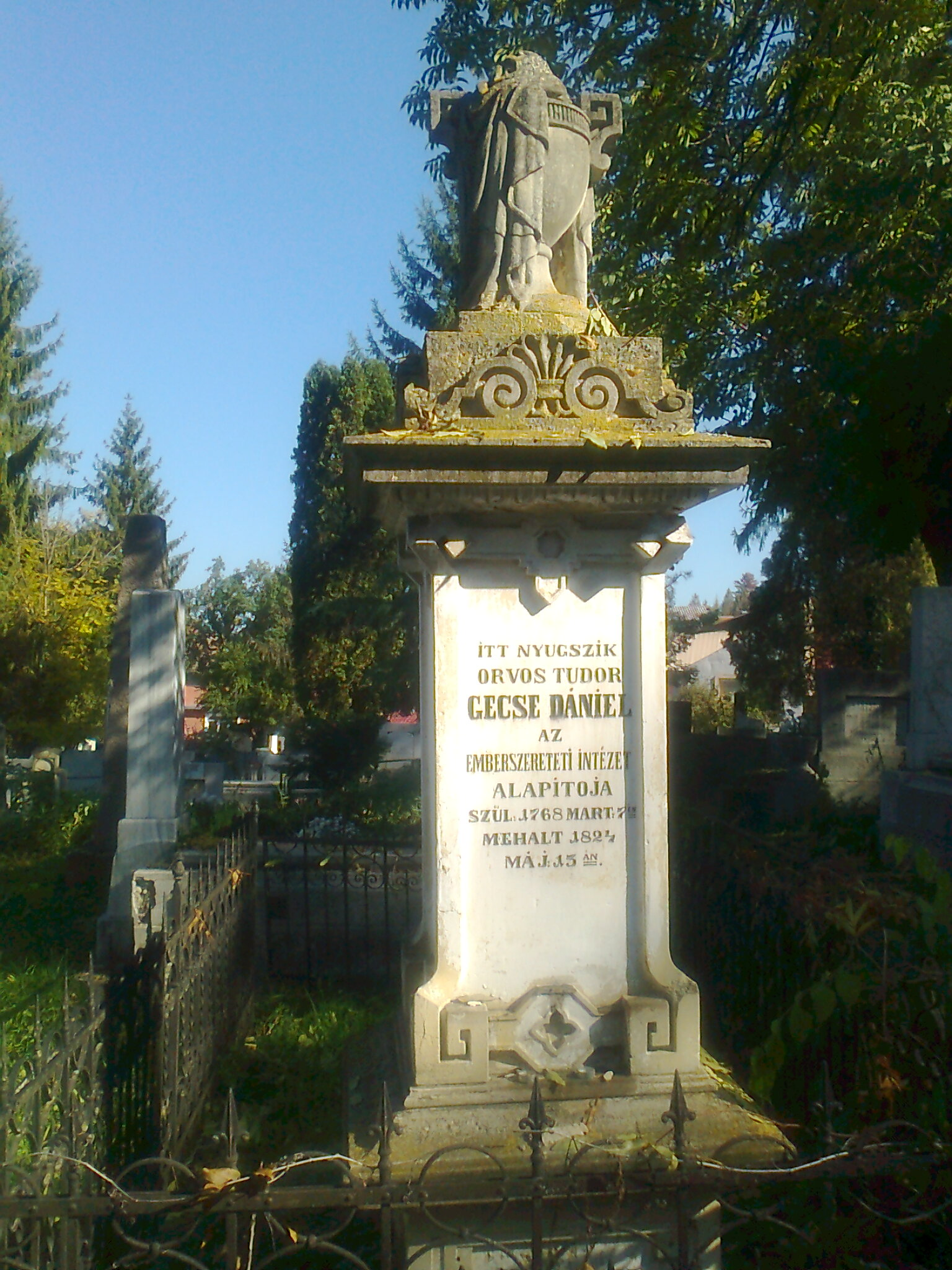
Mormântul lui Dániel Gecse